# The Rentals
The Rentals est un groupe rock américain d'inspiration new wave formé en 1995 par Matt Sharp, ancien bassiste de Weezer.

## Historique
Le premier album, ironiquement nommé Return of The Rentals, parait le 24 octobre 1995 sur le label Maverick. Il est essentiellement composé de chansons alliant guitares et synthétiseurs moog, voix féminines et masculines. La première incarnation des Rentals est composée, outre Matt Sharp (qui à ce moment fait toujours partie de Weezer), de Cherielynn Westrich (voix, clavier moog), Petra Haden (voix et violon), Rod Cervera (guitare), Tom Grimley (clavier moog). Le batteur de Weezer, Patrick Wilson, est à la batterie pour l'enregistrement du premier disque. Il sera remplacé par Kevin March puis Mike Fletcher lorsque Sharp quittera Weezer. La sœur triplette de Petra Haden, Rachel, prête aussi sa voix à l'un des titres de Return of (The Rentals).
Le premier extrait du disque, Friends of P., est un succès radio ainsi que sur MTV, qui diffuse dès novembre 1995 le clip tourné pour la chanson, dans laquelle on voit tous les membres du collectif jouer sur des instruments vintage, stoïques et fixant la caméra. Les coûts de production de cette vidéo seront inférieurs à mille dollars. La chanson Friends of P. atteindra la 7e place au classement Alternative Songs du Billboard, et la 82e au Billboard Hot 100.
Un deuxième titre de l'album, Waiting, sera utilisé pour le film Joe's Apartment.
En plus de leur propre tournée, The Rentals ouvriront pour les Red Hot Chili Peppers, Alanis Morissette, Blur et Garbage. Le chanteur de Weezer, Rivers Cuomo, voit cependant d'un mauvais œil l'implication des membres de son groupe dans d'autres projets, ce qui causera certaines tensions durant l'enregistrement du deuxième album de Weezer, Pinkerton. Matt Sharp quittera Weezer en février 1998 durant la longue pause que fera Weezer, tandis que Patrick Wilson ne continuera pas sa collaboration avec The Rentals.
Le second disque des Rentals, Seven More Minutes, est lancé le 13 avril 1999.
Font partie de la seconde mouture: Rod Cervera (guitare), Petra Haden (qui prend la place de Cherielynn Westrich comme principale voix féminine), Jim Richards (en remplacement de Tom Grimley au clavier moog), Kevin March (à la batterie à la place de Patrick Wilson) et Maya Rudolph (voix sur 2 chansons). Parmi les collaborateurs: Donna Matthews (Elastica), Miki Berenyi (Lush), Tim Wheeler (Ash), et Damon Albarn (Blur).
L'Espagne, où Matt Sharp a séjourné, est un thème récurrent sur Seven More Minutes. Rivers Cuomo a coécrit la pièce My Head is in the Sun et Justine Frischmann, la chanteuse d'Elastica, chante sur The Man With Two Brains, mais seulement sur la version démo, et non celle de l'album.

## Reformation
Le 24 avril 2005, dix ans après le lancement du tout premier disque, Matt Sharp annonce qu'il relance The Rentals après plusieurs années de pause.
Le 12 mai 2006, il annonce la composition du groupe pour une tournée avec Ozma durant l'été: Rachel Haden (voix), Sara Radle (voix), Ben Pringle de Nerf Herder (claviers), Lauren Chipman (violon, voix) et Don Joeright (batterie). Plusieurs singles seront publiés par la suite dont The Last Little Life EP en 2007.
Le groupe annonce la publication d'un nouvel album baptisé Lost In Alphaville avec une date de sortie le 26 août 2014

## Discographie

### Albums
- 1995 - Return of The Rentals
- 1999 - Seven More Minutes
- 2009 - Songs About Time
- 2014 - Lost in Alphaville
- 2020 - Q36

### Singles
- Friends of P (1995)
- Waiting (1996)
- The Last Little Life EP (2007)
- Sweetness and Tenderness (2007)
- Colorado (2008)
- Thought of Sound (2014)